# يوسف البستاني
يوسف البستاني (1892 - 1925) هو أديبٌ وبائع كتب لبناني.

## حياته ونشاته
وُلد بطرس بن يوسف البستاني في لبنان في عامِ 1892، وبعد ذلك ارتحل إلى مصر، وعمل بائعًا متجولًا للكتب في القاهرة وأنشأ مكتبته المعروفة بمنطقة الفجالة، ومن خلالها نشر مؤلفات كبار الأدباء الشام ومنهم جبران خليل جبران وأمين الريحاني وأحمد فارس الشدياق وغيرهم، وعمل في تجارة المخطوطات القديمة والنادرة، وكان مَعروفًا لدى مكتبات أوروبا وأمريكا، وعمل في نهاية حياتِه على تكوين نقابة تَضم المشتغلن بتجارة الكتب، توفي في عام 1925.

## مؤلفاته
له عدة مؤلّفات أدبية وتاريخية قيمة، منها: 
- «تاريخ حرب البلقان الأولى».
- «النسر الأعظم».
- «أمثال الشرق والغرب».[7]